# Amici, amanti e...
Amici, amanti e... (No Strings Attached) è un film del 2011 diretto da Ivan Reitman. La pellicola è una commedia, interpretata dalla Premio Oscar Natalie Portman, da Ashton Kutcher e Kevin Kline.

## Trama
1995. Adam Franklin, 17 anni, ed Emma Kurtzman, 14 anni, si incontrano al campeggio estivo Weehawken. Il ragazzo è triste perché i suoi genitori stanno divorziando ed Emma, sebbene ammetta di non essere un tipo espansivo, lo consola.
2005. Adam, 27 anni, ed Emma, 24 anni, si ritrovano a una festa e fra i due nasce subito un feeling particolare. Emma chiede ad Adam di accompagnarla al funerale del padre; alla fine del rito funebre Adam dice a Emma che le telefonerà, ma la ragazza gli dice che se è fortunato non la incontrerà più.
2009. Adam, 31 anni, ed Emma, 28 anni, si incontrano per caso ad un mercatino: lui è fidanzato con Vanessa, una ragazza tanto bella quanto sciocca, lei ha appena iniziato il tirocinio presso un ospedale di Los Angeles. Con la promessa di rivedersi, Adam si fa dare il numero di Emma.
2010. Adam è diventato un assistente televisivo in una compagnia, anche se il suo sogno è diventare sceneggiatore. Lasciato da Vanessa, va a casa di suo padre Alvin per chiedergli di leggere un suo copione, ma Adam incontra Vanessa in bikini: lei e Alvin stanno insieme. Confuso, Adam decide di chiamare tutte le ragazze presenti sulla sua rubrica, finché una non accetterà di andare a letto con lui.
Dopo aver bevuto molto, Adam si risveglia il mattino dopo nudo su un divano, non ricordando quasi nulla di quanto successo la sera prima. Emma e i suoi coinquilini, Patrice, Shira e Guy, l'avevano accolto in casa e lui aveva iniziato a spogliarsi in stato d'incoscienza. Rimasti soli in camera, Emma e Adam non resistono alla passione e vanno a letto insieme. Dopo il secondo incontro intimo, Emma propone ad Adam di diventare amici di letto; il ragazzo accetta, sebbene sia convinto che finiranno per innamorarsi. Dopo alcuni mesi la loro particolare storia prosegue, e Adam comincia a provare gelosia nei confronti di Sam, un collega di Emma dichiaratamente interessato a lei. Dopo essersi addormentati nello stesso letto e con i vestiti addosso, Emma decide di prendere una pausa, invitando Adam ad andare a letto con un'altra.
Due settimane dopo, alla vigilia di Natale, Adam manda una foto a Emma mentre è con due ragazze per farla ingelosire: Emma corre di nuovo fra le sue braccia.
Arriva il compleanno di Adam e suo padre, ancora alla ricerca del perdono del figlio, lo invita a cena. Accompagnato da Emma, Adam rimane sbigottito dalla dichiarazione di suo padre e Vanessa, che affermano di volere un bambino. Emma si mette in mezzo e fa un discorso molto serio in cui dice a Vanessa che, se fosse stata in lei, avrebbe sempre scelto Adam, perché è il migliore amante che abbia mai avuto. 
Dopo aver festeggiato il suo compleanno, Adam invita Emma a uscire per il giorno di San Valentino e la ragazza accetta. La serata procede bene, ma Adam si comporta in modo molto romantico ed Emma gli chiede di riaccompagnarla all'ospedale e di non complicare le cose perché lei sta bene da sola. A quel punto Adam le spiega di non poterlo fare e le dice "Ti amo" per la prima volta, lasciando di stucco Emma che comincia a picchiarlo. Ferito e amareggiato, Adam la riporta all'ospedale e le dice di non volerla vedere più.
Passate sei settimane, Emma è molto triste e nel weekend andrà al matrimonio di sua sorella minore a Santa Barbara, cosa che la porta istintivamente a pensare alle storie d'amore e, quindi, ad Adam. Adam nel frattempo, grazie all'aiuto di Lucy, assistente della produttrice Megan, che convince quest'ultima a leggere l'episodio scritto da Adam, realizza il suo sogno, diventando uno sceneggiatore retribuito e registrando la prima puntata di un musical scritta da lui. Su invito della sorella, Emma chiama Adam, ma il ragazzo è freddo e distaccato e conclude la conversazione bruscamente quando Emma rammenta il fatto che si sono lasciati, dicendole che non si sono mai lasciati perché non hanno mai avuto una vera storia. A quel punto Emma salta in macchina e corre a casa di Adam, ma lo vede entrare nell'appartamento con la sua collega Lucy ed è convinta di averlo perso. Mentre Adam e Lucy sono in intimità, arriva una telefonata di Vanessa: Alvin è in ospedale per overdose di sciroppo per la tosse. Il ragazzo si precipita a vedere come sta suo padre e, nel farlo, incrocia Vanessa, che pianta Alvin e se ne va.
Uscendo dall'ospedale, Adam trova Emma, accorsa sul posto dopo aver saputo del problema di Alvin; finalmente la ragazza dichiara ad Adam il suo amore. I due si lasciano andare ad un bacio appassionato e il mattino dopo, per la prima volta, fanno colazione insieme e si tengono per mano, come una vera coppia.

## Distribuzione
Il film è stato distribuito negli Stati Uniti il 21 gennaio 2011, mentre in Italia dal 25 marzo 2011.

## Accoglienza
Il film è costato 25 milioni di dollari e ha incassato 149 milioni di dollari in tutto il mondo.

## Riconoscimenti
Per la sua interpretazione Ashton Kutcher ha vinto il Teen Choice Awards come miglior attore di una commedia romantica ed è stato candidato all'MTV Movie Award alla miglior performance comica.